# Mer d'Arafura
La mer d'Arafura est une petite mer chaude de l'océan Indien d’environ 700 000 km2, baignant les îles de l'Est indonésien, la Papouasie occidentale et les côtes du nord de l’Australie. Elle n’est pas très profonde (200 m de profondeur au maximum, une cinquantaine normalement). Cette mer baigne en totalité l'archipel d'Aru. Dans l'Est se trouve l'île Yos Sudarso. Au sud-est, l'espace maritime compris entre la terre d'Arnhem et la péninsule du cap York est appelé golfe de Carpentarie. Dans l'Ouest du golfe se trouve l'île australienne Groote Eylandt et au sud-est 
s'étendent les îles Wellesley.
Pendant les glaciations, elle forma le pont terrestre de Sahul.
Son débouché occidental donne sur la mer de Timor.
À l’est, elle communique avec la mer de Corail par le détroit de Torrès, entre l’Australie et la Nouvelle-Guinée.

## Géographie
L'Organisation hydrographique internationale définit les limites de la mer d'Arafura de la façon suivante :
- Au nord : une ligne depuis Karufa (3° 51′ 50″ S, 133° 26′ 27″ E), en Papouasie occidentale, jusqu’à l’extrémité sud-est de pulau Adi (4° 18′ 53″ S, 133° 37′ 58″ E), de là jusqu’au tanjung Borang (5° 16′ 20″ S, 133° 09′ 13″ E), la pointe septentrionale de pulau Nuhuyut. Ensuite, à travers cette île jusqu’à sa pointe méridionale, de là une ligne allant jusqu’à la pointe nord-est de pulau Fordate (6° 59′ 14″ S, 132° 00′ 26″ E), ensuite traversant cette île et allant jusqu’à la pointe nord-est de pulau Larat, îles Tanimbar (7° 06′ 10″ S, 132° 54′ 55″ E), le long de la côte est de pulau Yamdena jusqu’à sa pointe sud (tanjung Jasi) (7° 59′ 46″ S, 131° 06′ 24″ E) , de là à travers pulau Anggarmasa jusqu’à la pointe nord de pulau Selaru et à travers cette île jusqu’au tanjung Arousu, sa pointe méridionale (8° 20′ 16″ S, 130° 45′ 21″ E).

- A l’est : la côte sud-ouest de la Papouasie occidentale depuis Karufa (3° 51′ 50″ S, 133° 26′ 27″ E) jusqu’au fleuve Bensbach (9° 07′ 55″ S, 141° 00′ 58″ E), et de là une ligne jusqu’à l’extrémité nord-ouest de la péninsule du cap York.

- Au sud : par la côte nord de l’Australie depuis l’extrémité nord-ouest de la péninsule du cap York (10° 56′ 41″ S, 142° 08′ 13″ E) jusqu'au cap Don (11° 18′ 03″ S, 131° 45′ 36″ E).

- À l’ouest : une ligne depuis le cap Don jusqu’au tanjung Arousu (8° 20′ 16″ S, 130° 45′ 21″ E), la pointe méridionale de pulau Selaru (Îles Tanimbar).

## La bataille de la mer d'Arafura
Le 15 janvier 1962, en plein conflit hollando-indonésien au sujet de la Nouvelle-Guinée occidentale, trois vedettes lance-torpilles de la marine indonésienne affrontent deux destroyers de la marine néerlandaise. Le combat se conclut par l’envoi par le fond d’une des vedettes indonésiennes.

## Naufrages
Un nombre important d'expéditions, à la recherche de liaisons entre l'Australie et la Nouvelle-Guinée, auraient fait naufrage en mer d'Arafura au XVIIe siècle :
- en 1605, l'expédition hollandaise de Duyfken aurait perdu quatre hommes face aux indigènes après avoir dû accoster en Nouvelle-Guinée lors d'une tempête ;
- plus tard, le trois-mâts anglais Trial aurait fait naufrage sur les récifs de Nouvelle-Guinée, perdant un tiers de son équipage ;
- trois ans après, l'expédition du capitaine Carstens aurait dû fuir avec ses deux navires après avoir accosté pour réparer des avaries et perdu cinq hommes lors d'un combat contre les indigènes ;
- en 1636, le capitaine Pool aurait été tué avec plusieurs de ses hommes sur la côte de Nouvelle-Guinée.